# Eingriffsverwaltung
Eingriffsverwaltung bezeichnet eine Art der öffentlichen Verwaltung, die dem Bürger und anderen Rechtssubjekten ein Tun, Dulden oder Unterlassen aufgibt und damit in das Grundrecht, nach Belieben zu handeln oder nicht zu handeln, auch durch den Einsatz von Zwangsmitteln eingreift. Wichtig ist dabei der uneingeschränkte Vorrang und Vorbehalt des Gesetzes, sodass eine Eingriffsverwaltung nur dann rechtmäßig handelt, wenn die Handlung auf Grund einer gesetzlichen Ermächtigung geschieht. Geschieht dies anders, so liegt eine Verletzung des Rechtsstaatsprinzips aus Art. 20 Abs. 3 GG vor.
Der Begriff der Eingriffsverwaltung in Deutschland steht in der allgemeinen Wahrnehmung für Behörden mit der klassischen Handlungsform zur Gefahrenabwehr. Zu deren Kompetenzumfang gehört demnach verbietendes, gebietendes, Zwang androhendes oder anwendendes Verwaltungshandeln, dessen rechtsverbindliche Wirkungen überwiegend durch belastende Verwaltungsakte nach außen gerichtet sind. Er findet im Allgemeinen jedoch nicht zur Charakterisierung einer konkreten Handlung seine Anwendung, sondern dazu, auch den „eingreifenden“ Aspekt eines konkreten Verwaltungshandelns zu bezeichnen oder zu betonen. Der Gegenbegriff dazu ist die Leistungsverwaltung (auch darbietende Verwaltung genannt).
Ein Beispiel: Ein Grundstückseigentümer wird verpflichtet, einen am Straßenrand auf seinem Grundstück stehenden Baum zu fällen, weil dieser nicht mehr standsicher ist und die Gefahr besteht, dass er in den öffentlichen Straßenraum stürzen könnte.
Da die Polizei Teil der allgemeinen Verwaltung ist, ergibt sich für sie auf Grund ihrer Aufgabenstellung der Straftatenerforschung ein weiteres Gebiet von Grundrechtseingriffen: die strafprozessualen Maßnahmen nach der Strafprozessordnung.
Die Polizei hat daher auf Grund ihrer doppelfunktionalen Aufgabenstellung – Gefahrenabwehr und Straftatenerforschung – das Rechtsfach Eingriffsrecht entwickelt, in dem vor allem auch Probleme behandelt werden, die sich auf Grund des gleichen Erscheinungsbildes der Eingriffsmaßnahme zur Gefahrenabwehr und zur Straftatenerforschung (z. B. Durchsuchung nach dem Polizeigesetz und nach der Strafprozessordnung) ergeben. In dem Zusammenhang wird oft von präventivem Handeln in Abgrenzung zum repressiven Handeln gesprochen. Der Rechtsweg, der bei einer etwaigen Klage gegen das polizeiliche Handeln zu beschreiten ist, ist von der Art des Handelns abhängig. Bei präventivem Handeln ist grundsätzlich die Verwaltungsgerichtsbarkeit zuständig, während repressives Handeln gem. § 23 EGGVG auf dem ordentlichen Gerichtsweg anzugreifen ist.
Zusammenfassend kann daher festgestellt werden:
- Greift eine Maßnahme der Verwaltung in die Rechte von Rechtspersonen ein, so spricht man von Eingriffsverwaltung.
- Das Eingriffsrecht ist Teil der Eingriffsverwaltung. Es greift in die Rechte Dritter ein.